# Albany Debriège
Louise Albanie Rivière, dite Albany Debriège, née le 13 août 1862 à Toulouse et morte à Paris 16e le 21 mars 1936, est une chanteuse, danseuse, actrice de théâtre et de cinéma, de la fin du XIXe et début du XXe siècle, alternativement au concert et au théâtre. 
Elle a remporté des succès et créé de nombreux rôles, aux Nouveautés, aux Variétés, aux Menus-Plaisirs, à La Cigale, à la Scala de Paris, aux Ambassadeurs.

## Biographie
Albany Debriège est issue d'une famille d'artistes. Son père, Auguste Rivière, était le chanteur attitré de la cour du roi Louis-Philippe ; son frère, Théodore Rivière, est sculpteur. Elle a une sœur ainée, Louise Françoise Gabrielle Rivière (1860-1931).
Elle débute au théâtre des Nouveautés, dans les Saturnales. Elle parait ensuite dans le Puits qui parle,, dans la Cantinière, dans L'Enlèvement de la Toledad. Elle crée son rôle dans Quel coquin d'amour. Elle parait également sur la scène des Folies-Bergère, où elle compose un numéro de chant inédit, qui consacre son talent.
Les directeurs des scènes étrangères, aguichés par sa réputation, la réclament. Elle voyage à travers le monde entier, pendant des années : au Caire, à Alexandrie au Théâtre Kédivial, en Allemagne, au Brésil, à Barcelone (1902), à Bucarest (1904) et, fin juin 1914, en Russie pendant la révolution russe.

Elle inspire des artistes comme son frère, pour qui elle posa pour Salammbô, Carolus-Duran, Jean-Léon Gérôme. 
« Cette femme a les plus belles jambes de Paris. »
— Jean-Léon Gérôme
 Elle est courtisée par des notoriétés de la vie parisienne comme Jules de Glouvet, ou comme Fritz Mumm von Schwarzenstein (de). Elle figure en bonne place dans la série de fascicules illustrés intitulée Les Reines de Paris chez elles en 1898 qui montre une frontière floue entre cabarets et demi-monde.
En 1931, elle est blessée dans un accident d'auto.

### Vie privée
Elle se marie avec Edouard Jean Baptiste Guercin le 24 juin 1880 à Toulouse et ils divorcent à Marseille, le 7 mars 1889.

## Théâtre
- Monique Mines dans Quel coquin d’amour, vaudeville-opérette en trois actes, de L. d’Juin et Raphaël de Noter, musique d’Arnaud-Picheran, Folies-Dramatiques, 18 aout, 1887.
- Les Saturnales, opéra-bouffe en trois actes d’Albin Valabrègue, au Théâtre des Nouveautés, 26 septembre, 1887.
- Paris Cancans, revue en trois actes et huit scènes d’Henri Blondeau et H. Monréal, au Folies-Dramatiques, 31 décembre, 1888.
- Revue Paris boulevard, Théâtre des Nouveautés, 1888.
- Le Puits qui parle[5], opéra-comique en trois actes de Paul Burani, musique de Edmond Audran, Théâtre des Nouveautés, 15 mars, 1888.
- L'Enlèvement de la Toledad d’Edmond Audran, Menus-Plaisirs, 1896[8].
- En Sca...la, je marche, revue, Scala (Paris), 1908[9].
- La Dame de chambre, Théâtre des Nouveautés, 1924[10].

## Filmographie
- 1923 : Kœnigsmark de Léonce Perret
- 1928 : Un chapeau de paille d'Italie de René Clair